# Du riechst so gut (Manga)
Du riechst so gut (jap. あせとせっけん Ase to Sekken) ist eine Manga-Serie von Mangaka Kintetsu Yamada, die von 2018 bis 2021 in Japan erschien. Der romantische Manga wurde in mehrere Sprachen übersetzt und erzählt von der Liebe zwischen einer Buchhalterin und einem Parfümeur.

## Inhalt
Die junge Buchhalterin Asako Yaeshima arbeitet beim Kosmetikhersteller Liliadrop Corporation, deren Produkte sie auch schon lange gern und viel konsumiert. Denn sie leidet seit ihrer Kindheit an starkem Schwitzen und wurde daher oft gehänselt. Viel Kosmetik konnte ihr helfen, doch ist sie noch immer zurückhaltend und um ihren Körpergeruch besorgt – im Gegensatz zu vielen selbstbewussten, gutaussehenden Kollegen. Eines Tages aber trifft zufällig der Parfümeur Kotaro Natori aus der Produktentwicklung auf sie und ist von ihrem Geruch fasziniert. Er muss eine neue Produktlinie entwickeln und ihr Körpergeruch stellt sich als die richtige Inspiration dafür heraus. So trifft er sich fortan regelmäßig mit Asako, um an ihr zu riechen, was ihr stets sehr unangenehm ist. Schließlich führt die Inspiration Kotaro zum Erfolg. Doch nun will er Asakos Geruch nicht mehr vermissen. Und merkt bald, dass er noch mehr für sie empfindet. Und auch wenn er Asako zunächst unangenehm war, so entwickelt auch sie Zuneigung zu ihm. So kommen sie nach kurzer Zeit zusammen. 
Doch die Beziehung am Arbeitsplatz stellt sie vor neue Probleme, da es Asako noch immer an Selbstvertrauen mangelt und sie sich nicht für gut genug hält. Sie will nicht, dass Kotaros Ruf leidet, weil er mit ihr zusammen ist, und so halten sie ihr Verhältnis vor den Kollegen geheim. Das bringt im Büroalltag neue Schwierigkeiten mit sich, wollen sie sich doch dennoch so oft wie möglich treffen. Und Asakos Unsicherheit bringt auch Eifersucht und Unsicherheit, die sie aber vor Kotaro zu verbergen versucht. Der kann ihre wahren Gefühle aber über ihren veränderten Körpergeruch erkennen und hilft ihr, zu ihren Gefühlen zu stehen.

## Veröffentlichung
Ein erstes Kapitel erschien am 3. Januar 2018 im online-Ableger des Magazins Morning. Am 21. Juni 2018 begann die regelmäßige Veröffentlichung online und am 3. Oktober 2019 wechselte Ase to Sekken schließlich ins gedruckte Morning, wo die Serie am 7. Januar 2021 abgeschlossen wurde. Der Verlag Kodansha brachte die Kapitel auch gesammelt in elf Bänden heraus.
Eine deutsche Übersetzung erschien von Juni 2021 bis März 2023 bei Altraverse unter dem Titel Du riechst so gut. Auf Englisch erschien die Serie beim amerikanischen Ableger von Kodansha, auf Italienisch bei Goen und auf Chinesisch bei Tong Li Publishing.